# Bulbophyllum putidum
Bulbophyllum putidum es una especie de orquídea epifita  originaria de  	 Asia.

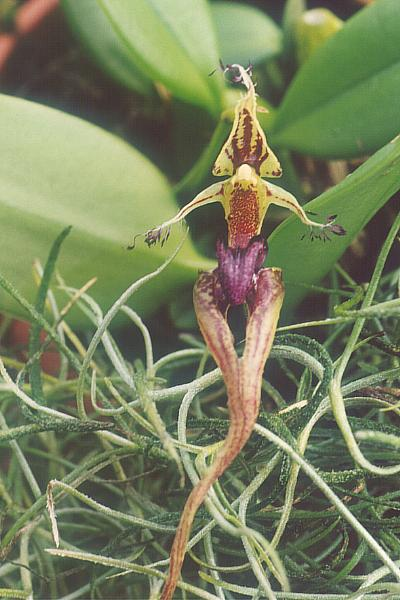
Vista de la planta

## Descripción
Es una orquídea de pequeño tamaño, con hábitos epifita con una separación de 2 a 3 cm entre cada pseudobulbo elíptico, verde olivo que lleva  una sola hoja apical sésil, oblongo-elíptica. Florece en el verano y el otoño en una inflorescencia basal, erecta de 14 cm de largo, con una única flor  membranosa, lanceolada con bráctea floral.

## Distribución y hábitat
Se encuentra en Myanmar, Tailandia, Laos y Vietnam en los bosques montanos primarios a altitudes de 1.000 a 2.000 metros.

## Cultivo
Aprecia un clima cálido al cultivo y se pone en maceta o en cestas de listones de madera con algunos helechos. Necesita sombra, condiciones de humedad, y movimiento del aire. El truco es dejar que el más reciente en el crecimiento esté en las afueras de la cesta de la madera y el más antiguo en el centro. De esta manera el nuevo crecimiento se une a la madera y es más probable que florezca.

## Taxonomía
Bulbophyllum putidum fue descrita por (Teijsm. & Binn.) J.J.Sm. y publicado en Bulletin du Jardin Botanique de Buitenzorg, sér. 2 8: 27. 1912.
Etimología
Bulbophyllum: nombre genérico que se refiere a la forma de las hojas que es bulbosa.
putidum: epíteto latino 
Sinonimia
- Cirrhopetalum putidum Teijsm. & Binn.
- Mastigion putidum (Teijsm. & Binn.) Garay, Hamer & Siegerist[3][4]